# Французьке військове кладовище (Севастополь)
Французьке військове кладовище — меморіальний комплекс в Севастополі, побудований на кошти Французької Республіки. Розташований на території колишнього французького військового некрополя, на 5-му кілометрі Балаклавського шосе. За даними інспекції по вивченню воїнських поховань періоду Кримської війни, проведеної в серпні—вересні 1872 року бригадним генералом Джоном Едві і британським спеціальним уповноваженим на Дунаї полковником Гордоном, кількість поховань французів на цьому цвинтарі становила близько 28 тисяч осіб.

## З історії

### Російський період
За різними джерелами, у період Кримської війни втрати французів склали від 45874 до 95615 осіб. Після війни на території Севастополя виявилося кілька французьких кладовищ, від Камишової бухти до Байдарської долини. Розуміючи складність догляду за ними та збереження в належному вигляді, французький уряд наполіг на перепохованні своїх генералів, офіцерів і рядових на збірний некрополь, неподалік від колишньої головної квартири французької армії. Придбавши землю у російського генерала А. Б. Бракера, у 1863 році французи влаштували військовий некрополь. За проєктом інженера-капітана Форпоса було створено своєрідне кладовище — зразок ландшафтно-паркового ансамблю і цвинтарної архітектури.
Площу некрополя (близько 1 га) обгородили кам'яною огорожею з металевими кованими воротами. Біля входу стояв двоповерховий будинок, в якому жив французький віце-консул в Севастополі, він же і доглядач кладовища. В будинку також розміщувався меморіальний музей кладовища.
На огорожі некрополя була мармурова дошка з написом французькою та російською мовами: «Французьке кладовище 1854—1855 рр.» і «Земля Французької республіки». У центрі некрополя перебував мавзолей пірамідальної форми, увінчаний чотирикінцевим хрестом. Над напівкруглим у верхній частині входом був укріплений металевий вінок — вище — прямокутна меморіальна таблиця з білого мармуру з текстом французькою мовою. На мавзолеї були меморіальні плити з іменами похованих тут генералів: Бізо, Бретона, Брюне, Сен-Поля, Понтеве, Ріве та інших. З трьох сторін кладовища розміщувалися сімнадцять однотипних склепів-саркофагів (по полках і бригадах загиблих воїнів) з двосхилими дахами. Сім розташовувалося зліва від входу, вздовж стіни, три — в торці і сім — справа. Рахунок йшов за годинниковою стрілкою, з лівого боку: перший, другий, третій і так далі. Перед саркофагами проходили три алеї (у формі літери «П»). Дві алеї під прямим кутом перетиналися в центрі кладовища біля каплиці. Сама каплиця стояла на круглому майданчику. Її діаметр був близько 20 метрів. Цей майданчик, як і алея, був всипаний гравієм. З лицьового боку кам'яних саркофагів біля металевих кованих дверей і на бічних фасадах були меморіальні мармурові дошки з іменами офіцерів із зазначенням чинів і родів військ. Над входом в склепи були укріплені латинські хрести, вище — дошки з білого мармуру з текстами. Усередині саркофагів в нішах підземної і наземної частин розташовувалася кістниця — черепа і кістки загиблих французьких воїнів.
Вартість всіх споруд склала близько шести тисяч фунтів. Щорічно виділялося 50 фунтів на ремонтні роботи, сторож отримував 144 фунти на рік. На кладовищі росли акації, фруктові дерева, квіти. Зарості бузку по його периметру збереглися до наших днів.

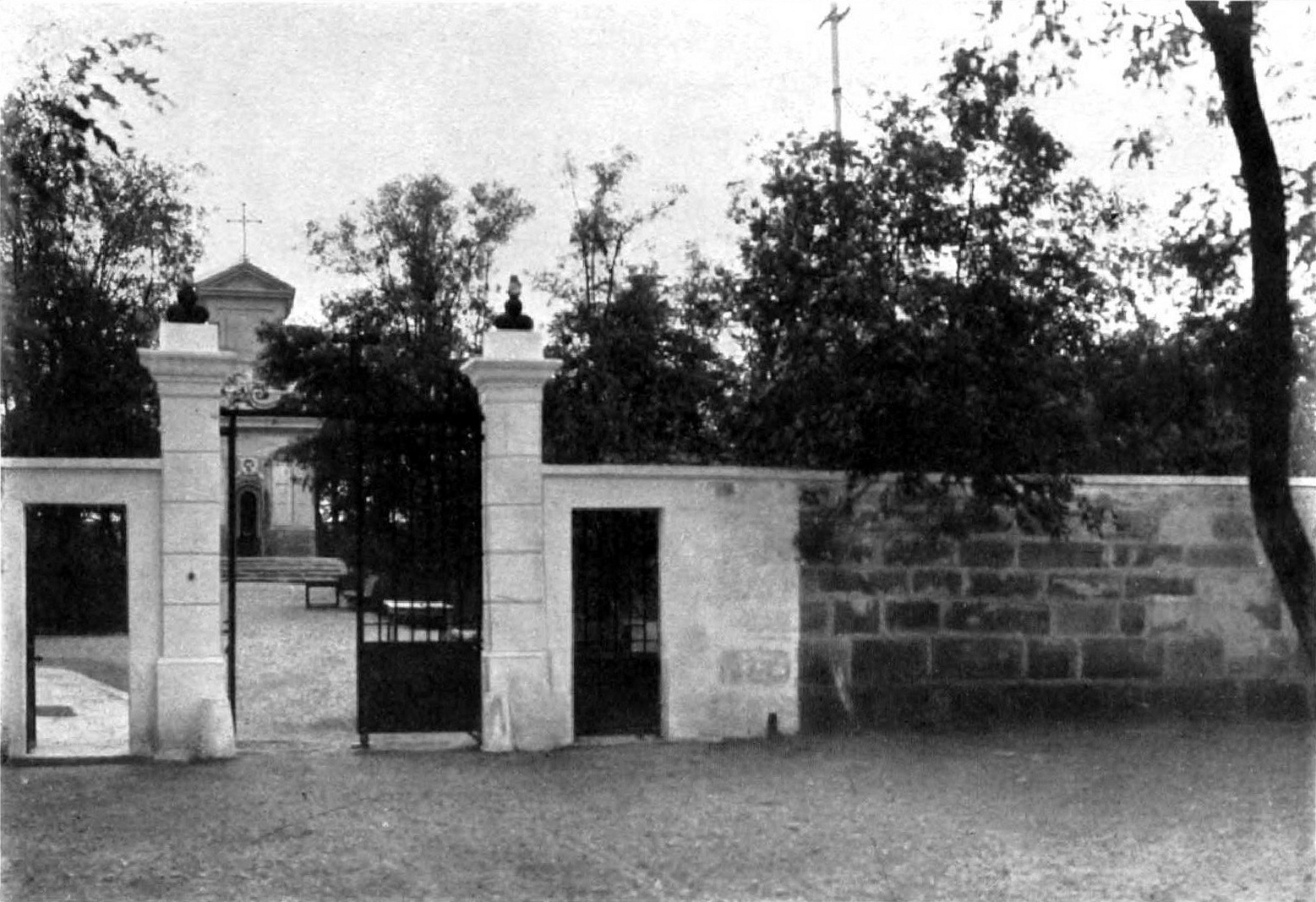
Центральний вхід (початок XX століття)
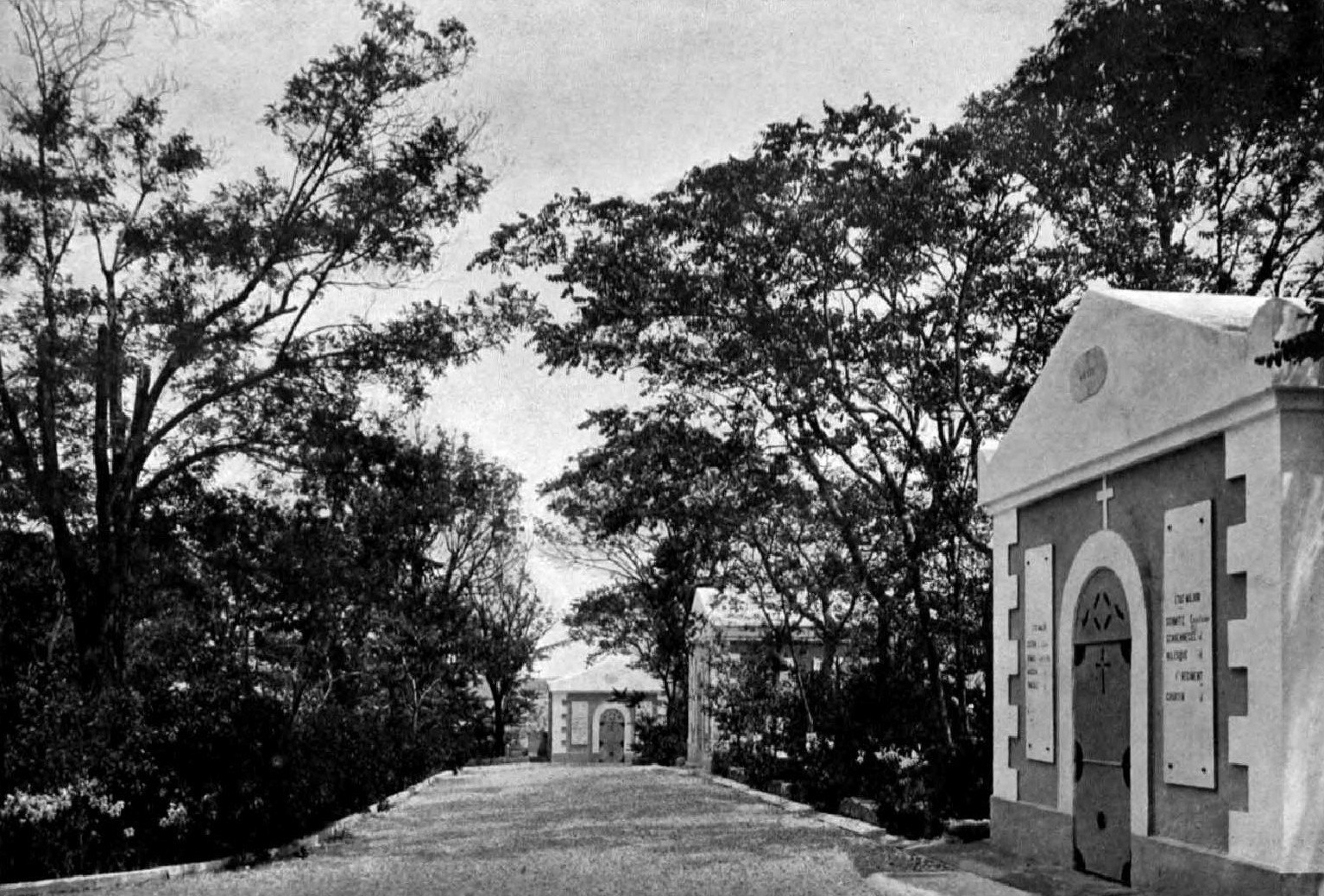
Склепи (початок XX століття)
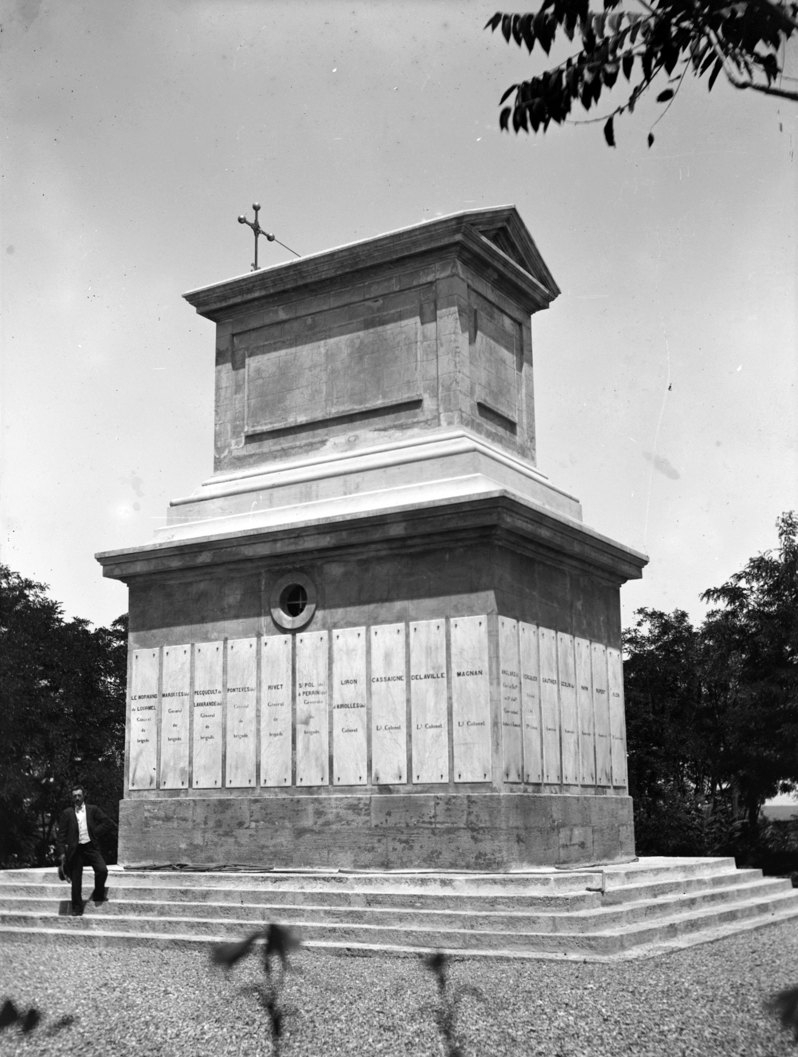
Мавзолей (1897)

### Радянський період

Зруйнований мавзолей (світлина 1950-х років)

У довоєнні роки цвинтар не зазнав жодних змін. До 1936 року доглядачем був француз Жозеф Раві. На цьому кладовищі він і похований. У 1920—1930-х роках уряд Франції перераховував певну суму у валюті на утримання кладовища.
Під час німецько-радянської війни кладовище, як і багато інших у Криму та Севастополі, постраждало, але в цілому збереглося. Біля нього і на самому некрополі проводилися поховання учасників боїв за Севастополь у 1941—1942 роках і в травні 1944 року.
Останнім доглядачем кладовища був Микита Андрійович Дорохін, який помер у 1958 році і похований біля Французького некрополя. У першій половині 1950-х років колишній будинок доглядача, частину огорожі і кілька саркофагів розібрали на будматеріали.
У 1982 році каплицю і склепи варварськи знищили за усною вказівкою одного з севастопольських чиновників.

### Україна
Влітку 2002 року на території пам'ятки стараннями киян споруджено меморіальне позначення французького некрополя. На архітектурно оформленому майданчику встановлена стела з альмінського вапняку з вирізаним латинським хрестом. Поруч знаходяться два збережених надгробки французьких воїнів, полеглих в 1855 році.
17 вересня 2002 року депутатський корпус Севастопольської міської Ради ухвалив рішення за № 178 про надання в постійне користування гектара землі державному підприємству «Центр» (Київ) для будівництва французького військового меморіалу на місці колишнього кладовища, яке вже не підлягало відновленню. Проєкт розробив київський архітектор Юрій Олійник.
Восени 2004 року відбулося відкриття меморіалу. В ньому брала участь французька делегація на чолі з Надзвичайним і Повноважним Послом Франції в Україні Філіпом де Сюременом.
24 вересня 2011 року відбулися переговори заступника голови Севастопольської міськдержадміністрації Володимира Арабаджі та Надзвичайного і Повноважного Посла Франції в Україні Жака Фора, на яких влада Севастополя погодилися віддати Франції в концесію французьке кладовище для забезпечення належного догляду за ним.

## Опис

Стела у формі трапеції

Меморіал оточений червоною цегельною огорожею з металевими ґратами і воротами. Центральна алея приводить до майданчика, в центрі якої, на місці колишньої каплиці, на основі з сірого Покостовського граніту з кутовими пілонами з чорного габро підноситься стела з сірого граніту у формі трапецій, сполучених між собою у вигляді літери «Т». На стелі, зверненій до головного входу, розміщені: у верхній частині — бронзовий барельєф орла, в середній — виконаний в техніці емалі трикольоровий прапор, у нижній — меморіальний напис на честь полеглих французьких воїнів в період Кримської (Східної) війни. По периметру, з трьох сторін огорожі, біля кільцевих алей на місці колишніх зруйнованих склепів, встановлено 19 пам'ятних стел з альмінського вапняку з меморіальними табличками, що нагадують про роди військ, що брали участь в облозі Севастополя, і полеглих воїнів. Центральні осьові і кругові алеї утворюють чотири зелених партера із залишками реліктової рослинності, що збереглася від колишнього некрополя. На території меморіалу розміщено декілька справжніх французьких надгробків періоду Кримської кампанії.